# Parafia Matki Boskiej Bolesnej i św. Wojciecha w Opolu
Parafia Matki Boskiej Bolesnej i św. Wojciecha – rzymskokatolicka parafia położona przy Placu Kopernika 12 w Opolu. Parafia należy do dekanatu Opole w diecezji opolskiej. 

## Historia parafii
Pierwsze wzmianki o powstaniu parafii pochodzą z 1217 roku, którą założył biskup Tomasz I. Kościół parafialny wybudowany został w miejscu, gdzie około 984 roku św. Wojciech głosił "Słowo Boże". Następnie w 1295 roku, parafia została przeniesiona do kościoła kolegiackiego św. Krzyża, natomiast kościół (tzw. kościół "Na Górce") został przejęty przez dominikanów. W 1540 roku kościół został przejęty przez protestantów. Ponownie wraca w ręce dominikanów w 1604 roku. Taki stan rzeczy trwa do 1810 roku, gdzie świątynia zostaje przekazana miejscowemu gimnazjum. Ponowne powołanie parafii ma miejsce w 1938 roku.
Proboszczem parafii jest ksiądz Bogusław Król.

## Liczebność i zasięg parafii
Do parafii należy około 4500 wiernych mieszkających w Opolu (ulice: 1 Maja (numery nieparzyste do 29), Armii Krajowej (numery od 1 do 3), Damrota, pl. Daszyńskiego, Dzierżonia, Graniczna, Św. Jacka, Kamienna, Kołłątaja, Konduktorska, pl. Kopernika, Kościuszki (numery nieparzyste od 1 do 21), Krawiecka, Krupnicza, Luboszycka (numery nieparzyste od 1 do 9 i parzyste od 2 do 8), Malczewskiego, Mały Rynek, Nysy Łużyckiej nr 32, Osmańczyka, Ozimska (numery nieparzyste od 1 do 23 i parzyste od 2 do 46), 
Podgórna, Reymonta, Rzemieślnicza, Sempołowskiej, Staromiejska, Struga, Studzienna, Targowa, Waryńskiego, Św. Wojciecha i Żeromskiego).

### Szkoły i przedszkola
- Liceum Ogólnokształcące nr 2 i nr 5 w Opolu,
- Zespół Szkół Mechanicznych w Opolu,
- Zespół Szkół w Opolu,
- Liceum Medyczne w Opolu,
- Medyczne Studium Zawodowe w Opolu,
- Zespół Szkół Zawodowych (Technikum Przemysłu Budowlanych Materiałów Wiążących, Policealne Studium Zawodowe, Zasadnicza Szkoła Zawodowa) w Opolu,
- Publiczna Szkoła Podstawowa nr 1 i nr 23 w Opolu.

### Inne kościoły i kaplice
- kaplica w klasztorze Sióstr Szkolnych de Notre Dame (SSND),
- Dom Zakonny Zgromadzenia Sióstr Szkolnych de Notre Dame w Opolu[3].

## Kler parafialny

### Proboszczowie
- ks. Antoni Jendrzejczyk 1938-1945,
- ks. Emil Kobierzycki 1945-1951,
- ks. Kazimierz Borcz 1951-1971,
- ks. Kazimierz Gaworski 1971-1972,
- ks. Marian Przydacz 1972-1974,
- ks. Paweł Kosmol 1974-1976,
- ks. Edward Kucharz 1976-2006,
- ks. Marek Trzeciak 2006-2019,
- ks. Bogusław Król 2019-

### Wikariusze po 1945 roku
- ks. Kazimierz Borcz,
- ks. Andrzej Jabłoński,
- ks. Piotr Łowejko,
- ks. Józef Gołębiowski,
- ks. Zenon Dzieża,
- ks. Joachim Szymon,
- ks. Zygmunt Sosna,
- ks. Bogusław Deyk,
- ks. Józef Dylus,
- ks. Antoni Strzedula,
- ks. Andrzej Strycharczyk,
- ks. Piotr Kosmol,
- ks. Erhard Olbrych,
- ks. Edward Kucharz,
- ks. Józef Swolany,
- ks. Jan Drewniok,
- ks. Andrzej Ziółkowski,
- ks. Józef Ledwig,
- ks. Michał Ślęczek,
- ks. Edward Cichoń,
- ks. Eryk Czech,
- ks. Zygmunt Jaworek,
- ks. Franciszek Brzenska,
- ks. Grzegorz Erlebach,
- ks. Marcin Jarczyk,
- ks. Gerard Zug,
- ks. Zbigniew Gielczowski,
- ks. Dominik Rybol,
- ks. Norbert Joszko,
- ks. Wiesław Iwaniec,
- ks. Piotr Kozioł,
- ks. Hubert Czernia[2],
- ks. Paweł Leżuch[2]

## Grupy parafialne
- Caritas Parafialna,
- Służba Liturgiczna
- Chór Parafialny
- Dzieci Maryi[3].